# Édouard Duplan
Édouard Duplan (Athis-Mons, 13 maggio 1983) è un ex calciatore francese, di ruolo centrocampista.